# 公教人員保險監理委員會
公教人員保險監理委員會，為中華民國銓敘部所屬機關，負責公教人員保險準備金（公保準備金）之審議、監督及考核。

## 組織
- 公教人員保險監理委員會（以下簡稱本會）置主任委員一人，由銓敘部部長兼任，綜理會務，並置委員二十一人；其名額分配如下：
- 一、政府代表七人：由財政部、教育部、審計部、行政院主計總處、行政院人事行政總處各遴派一人；地方政府二人，由銓敘部協調地方政府輪流推派。
- 二、專家學者六人：由銓敘部遴聘專家四人及學者二人擔任之。
- 三、被保險人代表八人：由中華民國全國公務人員協會及中華民國全國教師會各推派二人；其餘代表洽請有關機關遴送銓敘部核定聘任。

前項委員之聘期為二年，期滿得續聘之。但由機關或團體遴派（送）、推派出任者，應隨其本職異動或退出該團體而更替。

## 掌理事項
- 一、關於保險年度業務計畫及業務報告之審議事項。
- 二、關於保險預算、結算、決算之審議及考核事項。
- 三、關於保險準備金管理運用狀況之審核事項。
- 四、關於保險業務、財務、會計之稽核及檢查事項。
- 五、關於保險法規、保險費率及保險業務興革之研究建議事項。
- 六、其他有關保險業務之監督及考核事項。

## 本會業務
本會為推展會務需要，設業務監理組及財務監理組。
業務監理組掌理事項如下：
- 一、關於保險法制研究及業務興革建議之擬議事項。
- 二、關於保險業務檢查計畫及報告之擬議事項。
- 三、關於本會委員會議之議事事項。
- 四、關於本會文書之收發、登記、繕校、印信典守、財務保管、出納及檔案管理等事項。
- 五、其他有關保險業務監理、考核之簽辦及交辦事項。

財務監理組掌理事項如下：
- 一、關於保險財務研究與建議之擬議事項。
- 二、關於保險預算、結算、決算及有關財務報告之初審意見、議案說明及其他議事事項之擬辦事項。
- 三、關於保險財務、會計及相關帳冊憑證之檢查及報告之擬議事項。
- 四、關於保險準備金管理運用狀況初審意見之擬辦事項。
- 五、其他有關保險財務監理、考核之簽擬及交辦事項。